# Mesochorus dispar
Mesochorus dispar är en stekelart som beskrevs av Carl Gustav Alexander Brischke 1880. Mesochorus dispar ingår i släktet Mesochorus och familjen brokparasitsteklar. Arten är reproducerande i Sverige. Inga underarter finns listade i Catalogue of Life.